# Castillo de Dorión
El Castillo de Dorión es un castillo de estilo medieval ubicado en la cuenca del Lago de Amatitlán a 24 km de la Ciudad de Guatemala dentro de la jurisdicción de Villa Nueva. El ingreso al castillo es por la carretera La barca-Villa Nueva, a un costado del parque municipal Paseo del Lago, en la zona 4 del municipio. Aunque el ingreso para el público no está permitido, el castillo es un atractivo turístico para quienes visitan el lago de Amatitlán y el municipio de Amatitlán, por su cercanía.

## Historia
La edificación del castillo fue por el empresario Carlos Dorión Nanne durante los años de 1935 a 1938, esto gracias a que el General Jorge Ubico cediera el terreno. Según relatos de lugareños, el castillo fue construido como un regalo para una amante, aunque esta afirmación no ha sido comprobada. Dorión Nanne tenía vínculos familiares con Marta Lainfiesta Dorión, esposa de Ubico. Durante las tradicionales “Fiestas de la Pepesca”, se celebraban en el castillo las “Noches Venecianas”, donde Ubico participaba en paseos en lancha hacia su residencia, El Morlón. En 1980, la familia Delgado adquirió la propiedad, que desde entonces ha alimentado la imaginación popular; algunos lancheros afirman que el castillo alberga túneles en su sótano que fueron utilizados para torturar prisioneros durante el gobierno de Ubico. Actualmente, el castillo se encuentra bajo la custodia de las hermanas del Monasterio Ortodoxo de la Santísima Trinidad, que lo han cuidado, junto con el chalet vecino. Hoy en día, el Castillo Dorión sigue siendo un atractivo turístico, evocando el esplendor de la Guatemala de antaño.

## Descripción
El Castillo Dorión exhibe un estilo arquitectónico que fusiona elementos de la arquitectura militar europea con influencias locales, otorgándole una apariencia tanto robusta como elegante. Construido principalmente con piedra local y madera, este castillo es un testimonio de la destreza de los artesanos de la época, y las técnicas empleadas han asegurado su durabilidad a lo largo de los años. En su interior, el castillo se organiza en diversas áreas funcionales, que incluyen salones de recepción, habitaciones privadas y zonas de servicio; cada espacio había sido diseñado meticulosamente para cumplir con un propósito específico, reflejando la vida cotidiana de sus antiguos habitantes. Las torres del castillo no solo ofrecen impresionantes vistas panorámicas, sino que también han servido como puntos estratégicos de vigilancia, mientras que las murallas, gruesas y bien conservadas, destacan su fortaleza defensiva. Entre los salones y habitaciones principales, se pueden encontrar espacios que se utilizaban para recibir a huéspedes importantes y celebrar eventos sociales, cada uno adornado con una decoración que evoca la grandeza de su pasado. Los jardines circundantes, repletos de plantas autóctonas, ofrecen un oasis de tranquilidad, permitiendo a los visitantes disfrutar de la naturaleza. Durante su época de mayor esplendor, el castillo vibraba con actividad, desde los preparativos en las cocinas hasta las reuniones en los salones, y fue hogar de varios personajes históricos relevantes, cuyas historias se entrelazan con la rica narrativa del castillo, enriqueciendo su legado cultural.

## En el cine
- El Tesoro del Fantasma (1957), fue una de las primeras producciones cinematográficas guatemaltecas filmadas en formato de 16 mm, dirigida por Rafael Lanuza. La película, en blanco y negro y con sonido directo, pertenece al cine experimental de mediados del siglo XX en Guatemala. Aunque su trama no se encuentra completamente documentada, se sabe que utilizó el Castillo de Dorión, ubicado a orillas del lago de Amatitlán, como locación principal para crear una atmósfera de misterio y antigüedad. El castillo funcionó como escenario clave, aportando un entorno visual imponente y enigmático que reforzaba la narrativa de búsqueda y secretos ocultos, típicos de una historia centrada en un supuesto tesoro perdido.[6]

- El Triunfo de los Campeones Justicieros (1972), también dirigida por Rafael Lanuza, es una película de acción y comedia fantástica que forma parte del subgénero de lucha-libre cinematográfica. En esta cinta, un grupo de luchadores enmascarados enfrenta a un villano que busca una fórmula secreta custodiada por las hijas de un científico. El Castillo de Dorión se utilizó como fortaleza del antagonista y como punto central de varias escenas de confrontación, aprovechando su arquitectura medieval y su aislamiento visual para representar un escondite oscuro y estratégico. La estructura aportó una estética teatral al relato, permitiendo que la narrativa exagerada y fantástica de los luchadores se desarrollara en un entorno visualmente potente y simbólicamente cargado.[7]